# Сан Луис Обиспо (Калифорнија)
Сан Луис Обиспо (енгл. San Luis Obispo) град је у америчкој савезној држави Калифорнија. По попису становништва из 2010. у њему је живело 45.119 становника. Носи име по католичком свецу Лују од Тулуза.

## Географија
Сан Луис Обиспо се налази на надморској висини од 71 m. Према Бироу за попис становништва Сједињених Америчких Држава, заузима укупну површину од 33,489 km², од чега је копно 33,093 km², а вода 0,396 km².

### Клима
| Клима (Сан Луис Обиспо)    | Клима (Сан Луис Обиспо) | Клима (Сан Луис Обиспо) | Клима (Сан Луис Обиспо) | Клима (Сан Луис Обиспо) | Клима (Сан Луис Обиспо) | Клима (Сан Луис Обиспо) | Клима (Сан Луис Обиспо) | Клима (Сан Луис Обиспо) | Клима (Сан Луис Обиспо) | Клима (Сан Луис Обиспо) | Клима (Сан Луис Обиспо) | Клима (Сан Луис Обиспо) | Клима (Сан Луис Обиспо) |
| Показатељ \ Месец          | .Јан.                   | .Феб.                   | .Мар.                   | .Апр.                   | .Мај.                   | .Јун.                   | .Јул.                   | .Авг.                   | .Сеп.                   | .Окт.                   | .Нов.                   | .Дец.                   | .Год.                   |
| -------------------------- | ----------------------- | ----------------------- | ----------------------- | ----------------------- | ----------------------- | ----------------------- | ----------------------- | ----------------------- | ----------------------- | ----------------------- | ----------------------- | ----------------------- | ----------------------- |
| Средњи максимум, °C (°F)   | 18,1 (64,6)             | 18,8 (65,8)             | 19,3 (66,7)             | 21,6 (70,9)             | 22,9 (73,2)             | 25,3 (77,5)             | 26,8 (80,2)             | 27,6 (81,7)             | 27,7 (81,9)             | 25,9 (78,6)             | 22,2 (72)               | 19,1 (66,4)             | 22,9 (73,2)             |
| Средњи минимум, °C (°F)    | 5,5 (41,9)              | 6,4 (43,5)              | 6,9 (44,4)              | 7,4 (45,3)              | 8,6 (47,5)              | 10,3 (50,5)             | 11,5 (52,7)             | 11,8 (53,2)             | 11,6 (52,9)             | 9,9 (49,8)              | 7,5 (45,5)              | 5,3 (41,5)              | 8,6 (47,5)              |
| Количина падавина, mm (in) | 134 (52,8)              | 137 (53,9)              | 114 (44,9)              | 33,3 (13,11)            | 11,9 (4,69)             | 2,3 (0,91)              | 0,8 (0,31)              | 2,0 (0,79)              | 11,2 (4,41)             | 25,1 (9,88)             | 55,1 (21,69)            | 91,7 (36,1)             | 619 (243,7)             |
| [ тражи се извор ]         |                         |                         |                         |                         |                         |                         |                         |                         |                         |                         |                         |                         |                         |

## Демографија
Према попису становништва из 2010. у граду је живело 45.119 становника, што је 945 (2,1%) становника више него 2000. године.
| Група             | 2000.          | 2010.          |
| Белци             | 34.756 (78,7%) | 34.193 (75,8%) |
| Афроамериканци    | 644 (1,5%)     | 523 (1,2%)     |
| Азијати           | 2.331 (5,3%)   | 2.350 (5,2%)   |
| Хиспаноамериканци | 5.147 (11,7%)  | 6.626 (14,7%)  |
| Укупно            | 44.174         | 45.119         |